# さいたま市立浦和博物館
さいたま市立浦和博物館（さいたましりつうらわはくぶつかん）は、埼玉県さいたま市緑区三室にある、市立博物館である。

## 沿革
- 1959年（昭和34年） - 4月1日 - 浦和市立郷土博物館として浦和市の玉蔵院の境内の二十三夜堂を借用して開館。さいたま市内の市立博物館等の施設として最も早い開館だった[1]。
- 1967年（昭和42年） - 8月5日、別所沼公園にあった埼玉県立美術館（埼玉県立近代美術館の事実上の前身）の一室100平方メートルを借用して、同所へ移転する。
- 1971年（昭和46年） - 3月、現在地に新館建設のための予算を計上する。
- 1971年（昭和46年） - 7月、建設工事着手。
- 1972年（昭和47年） - 3月、工事竣工。
- 1972年（昭和47年） - 6月1日、現在地へ移転する。 この建物は旧埼玉師範学校(現埼玉大学)の校舎であった鳳翔閣（明治天皇行幸の際、三条実美により命名）の胴部外側の様子を復元したものである。また、浦和レッズの現在のエンブレムにも鳳翔閣が描かれている。
- 1981年（昭和56年） - 3月27日、博物館法第10条による登録博物館となる。
- 1995年（平成7年） - 7月1日、鴻沼資料館を分館とする[2]。
- 2001年（平成13年） - 5月1日、合併によるさいたま市の設置により、現在の館名に変更となる。鴻沼資料館をさいたま市浦和くらしの博物館民家園に移管し、同館の分館[3]となる。
- 2022年（令和4年）2月10日 ‐ さいたま市景観重要建造物に指定。

## 展示物
- 鳳翔閣（館舎） - 浦和市中心部（現・浦和区）から一部材料を使用し移築。国の登録有形文化財への登録を目指しており、2022年2月10日にさいたま市より景観重要建造物に指定している[4]。
- 見沼通船に用いた船の模型
- 昔の道具など

## 開館時間
- 9:00～16:30

## 休館日
- 毎週月曜日（祝日・振替休日を除く）
- 祝日・振替休日の翌日
- 年末年始（12月28日 - 1月4日）
- 特別整理休館
- そのほか臨時休館日

## 入館料
- 無料

## アクセス
- JR京浜東北線北浦和駅東口から東武バス「市立病院行き」終点下車すぐ
  - 浦和駅西口からの便もあり
- JR京浜東北線さいたま新都心駅東口から東武バス「市立病院行き」終点下車すぐ
  - 大宮駅東口（さいたま新都心駅経由）からの便もあり
- JR京浜東北線浦和駅東口から国際興業バス「南台経由さいたま東営業所行き」または「南台行き」、「市立病院停留所」下車すぐ
- JR武蔵野線東浦和駅から国際興業バス「市立病院行き」終点下車すぐ。「馬場折返場」行き終点下車徒歩5分
  - いずれも浦和駅東口（東浦和駅経由）からの便もあり